# Carrizal, Huatusco
Carrizal är en ort i Mexiko.   Den ligger i kommunen Huatusco och delstaten Veracruz, i den sydöstra delen av landet, 240 km öster om huvudstaden Mexico City. Carrizal ligger 1 027 meter över havet och antalet invånare är 392.
Terrängen runt Carrizal är huvudsakligen kuperad, men åt sydost är den bergig. Runt Carrizal är det ganska tätbefolkat, med 139 invånare per kvadratkilometer. Närmaste större samhälle är Huatusco de Chicuellar, 8,5 km nordväst om Carrizal. I omgivningarna runt Carrizal växer i huvudsak städsegrön lövskog.